# Alexander van Spaen
Le baron Alexander von Spaen (né le 14 janvier 1619 à Kranenburg – mort le 23 octobre 1692 à Clèves) est un Feld-maréchal du duché de Brandebourg-Prusse.

## États de service
Spaen est né dans le Duché de Clèves. Il était le fils du seigneur de Kreuzfurth, Wolter von Spaen et d'Agnès von Schimmelpenninck von der Oye.
Dès 1650, le colonel de cavalerie von Spaen était conseiller provincial (Landdrost). En 1654 il fit prisonnier Dietrich Karl zu Wylich-Winnenthal, qui s'était rebellé contre l’Électeur Frédéric-Guillaume, et le fit mettre sous bonne garde à Spandau. Spaen commandait la Garde montée de Prusse (Leibregiment zu Pferde) durant la Première guerre du Nord, prit part  à la Bataille de Varsovie. Le colonel prit ensuite ses quartiers en Rhénanie inférieure en 1656, fut nommé gouverneur militaire de Kalkar le 27 mai 1657 et promu général de brigade l'année suivante. Le 25 mai 1661, Spaen se vit décerner le titre de baron du Saint-Empire romain germanique.
De  1672 à 79, von Spaen mena les troupes du Brandebourg contre la Suède et la France. Il prit part aux sièges de Wesel, Werl, Anklam et Stettin, fut nommé gouverneur militaire de Wesel et général de corps d'armée en 1675. Quatre ans plus tard Spaen fut appelé au Conseil privé de la Marche électorale, comme Président du gouvernement de Clèves et du Comté de la Marck. Il reçut la charge de chef d’État-major (Generalfeldzeugmeister) le 1er décembre 1688. L'année suivante, il était ambassadeur de la Marche de Brandebourg auprès de la  cour d'Angleterre. Au cours de la Guerre de la ligue d'Augsbourg, Spaen prit part au siège de Bonn et à la Bataille de Fleurus. Il devint généralissime de l'armée de l’Électeur de Brandebourg en 1690 et fut promu maréchal le 12 mars 1691. Il mourut l'année suivante à Clèves.
Spaen s'est marié trois fois : avec Hendrine von Arnheim († 4 août 1671); avec Johanna Dorothea Quadt von Wyckerath-Soppenbroich († 4 septembre 1676); enfin avec Dorothea von Flemming.